# Мужская сборная Колумбии по водному поло
Мужская сборная Колумбии по водному поло — национальная ватерпольная команда, представляющая Колумбию на международной арене. Управляющей организацией является Федерация плавания Колумбии (исп. Federación Colombiana de Natación, FECNA, англ. Colombian Swimming Federation).

## Результаты выступлений

### Чемпионаты мира
| Год        | Место          | И              | В              | Н              | П              | ГЗ             | ГП             | +/-            |
| ---------- | -------------- | -------------- | -------------- | -------------- | -------------- | -------------- | -------------- | -------------- |
| 1973       | не участвовали | не участвовали | не участвовали | не участвовали | не участвовали | не участвовали | не участвовали | не участвовали |
| 1975       | 16             | 8              | 0              | 0              | 8              | 21             | 65             | -44            |
| 1978—н. в. | не участвовали | не участвовали | не участвовали | не участвовали | не участвовали | не участвовали | не участвовали | не участвовали |

### Панамериканские игры
| Год        | Место          | И              | В              | Н              | П              | ГЗ             | ГП             | +/-            |
| ---------- | -------------- | -------------- | -------------- | -------------- | -------------- | -------------- | -------------- | -------------- |
| 1951—1963  | не участвовали | не участвовали | не участвовали | не участвовали | не участвовали | не участвовали | не участвовали | не участвовали |
| 1967       | 6              | 5              | 0              | 0              | 5              | 12             | 55             | -43            |
| 1971       | 7              | 6              | .              | .              | .              | .              | .              | .              |
| 1975—1979  | не участвовали | не участвовали | не участвовали | не участвовали | не участвовали | не участвовали | не участвовали | не участвовали |
| 1983       | 6              | 7              | 1              | 1              | 5              | 43             | 92             | -49            |
| 1987—1995  | не участвовали | не участвовали | не участвовали | не участвовали | не участвовали | не участвовали | не участвовали | не участвовали |
| 1999       | 5              | 5              | 3              | 0              | 2              | 36             | 50             | -14            |
| 2003       | 7              | 9              | 2              | 1              | 6              | 60             | 86             | -26            |
| 2007       | 5              | 5              | 3              | 0              | 2              | 35             | 49             | -14            |
| 2011       | 7              | 5              | 1              | 0              | 4              | 49             | 59             | -10            |
| 2015—н. в. | не участвовали | не участвовали | не участвовали | не участвовали | не участвовали | не участвовали | не участвовали | не участвовали |

### Панамериканские чемпионаты
| Год        | Место          | И              | В              | Н              | П              | ГЗ             | ГП             | +/-            |
| ---------- | -------------- | -------------- | -------------- | -------------- | -------------- | -------------- | -------------- | -------------- |
| 2001—2005  | не участвовали | не участвовали | не участвовали | не участвовали | не участвовали | не участвовали | не участвовали | не участвовали |
| 2006       | 6              | 6              | 1              | 0              | 5              | 43             | 89             | -46            |
| 2011—н. в. | не участвовали | не участвовали | не участвовали | не участвовали | не участвовали | не участвовали | не участвовали | не участвовали |